# Липовач, Кристер
Кристер Липовач (швед. Christer Lipovac; 7 марта 1996, Швеция) — шведский футболист, нападающий клуба «ИФ Карлслундс».

## Клубная карьера
Липовач — воспитанник клуба «ИФ Карлслундс». В 2011 году он дебютировал за основную команду. По окончании дебютного сезона Кристер перешёл в «Эребру». 4 мая 2014 года в матче против «Кальмара» он дебютировал в Аллсвенскан лиге. Из-за высокой конкуренции Липовач дважды на правах аренды возвращался в «Карслундс». В 2016 году он подписал с родным клубом полноценный контракт.

## Международная карьера
В 2013 году в составе юношеской сборной Швеции Липовач занял третье место на юношеском чемпионате Европы в Словакии. На турнире он сыграл в матчах против команд Швейцарии, Австрии, Словакии и России. В том же году Кристер завоевал бронзовые медали юношеского чемпионата мира в ОАЭ. На турнире он сыграл в матчах против Ирака и Нигерии.